# Habronestes bradleyi
Habronestes bradleyi là một loài nhện trong họ Zodariidae.
Loài này thuộc chi Habronestes. Habronestes bradleyi được Octavius Pickard-Cambridge miêu tả năm 1869.